# Pallada
Pallada detto il Meteoro (cioè "il Superbo", secondo altri "il pagano"; Alessandria d'Egitto, ... – Alessandria d'Egitto, ...; fl. IV-V secolo) è stato un poeta e grammatico greco antico che visse tra la seconda metà del IV secolo e, forse, l'inizio del V secolo ad Alessandria d'Egitto.
È conosciuto pertanto anche con il nome di Pallada d'Alessandria. Fu, a quanto deduciamo dai suoi stessi epigrammi, grammatico (maestro di scuola) ed epigrammista, di fede pagana anche se qualche critico sospetta una sua conversione in tarda età. Tuttavia non sappiamo nulla sulla sua vita che non sia quanto ci dice nei suoi stessi epigrammi per cui i punti certi nella sua biografia sono estremamente ridotti.

## Opere
Ci sono pervenuti circa 150 epigrammi conservati dall'Antologia Palatina, dall'Antologia Planudea ed un solo epigramma da altre fonti ed edito nel supplemento Cougny all'Antologia Palatina. Il numero oscilla per via delle attribuzioni, non sempre certe, degli epigrammi per cui alcuni critici parlano di 135-140 epigrammi mentre altri arrivano ad attribuirgli 170 epigrammi. Ad ogni modo si tratta del poeta più presente nell'Antologia Palatina e ciò fa presupporre che sia confluita nella raccolta epigrammatica una raccolta di epigrammi esclusivamente, o per grandissima parte, scritti da lui medesimo.

## Poetica
La poesia di Pallada presenta un'alternanza di motivi letterari e di elementi contingenti. Non sorprende il primo elemento, considerata la professione dell'autore e la tendenza manieristica caratteristica dell'epoca e del genere epigrammatico, basato sulla variazione di motivi topici; né sorprende il secondo elemento, visto il periodo di forti sconvolgimenti: la caduta dell'Impero romano d'Occidente e le invasioni barbariche che riguardavano anche l'impero romano d'Oriente, l'affermazione sempre più decisa del Cristianesimo.
Ad Alessandria, in particolare, il patriarca Teofilo fomentava un'ondata di intolleranza religiosa: partì nel 384 la distruzione di tutte le statue e templi pagani a cui Pallada dedica amari epigrammi; ad esempio:
Mai sconfitto, oggi invece stai steso per terra?”
Di notte il dio mi venne accanto e mi disse ridendo:
“Anche se sono un dio, ho imparato ad adeguarmi ai tempi”.»
(Antologia Palatina, IX 441)
Sempre Teofilo giunse addirittura a far bruciare la biblioteca del Serapeo, la minore di Alessandria (la biblioteca maggiore era quella del Museo). Il suo successore Cirillo fece anche di più e arrivò a far uccidere (415) la filosofa e astronoma Ipazia, di fede pagana, a cui Pallada dedica un raffinato epigramma.
“Quando ti vedo mi prostro, a te e alle tue parole, vedendo la casa della Vergine tra le stelle, infatti il cielo è rivolto ad ogni tua azione, Ipazia santa, bellezza di parola, pura stella della sapiente cultura.”
Ovviamente lo status quo non poteva lasciare indifferente il pagano Pallada, ma nei suoi epigrammi non vi è rabbia verso i cristiani o rimpianto nostalgico dei tempi andati del paganesimo quanto piuttosto una cinica e sconsolata ironia che avvolge tutto il suo mondo (come si può notare dal primo dei due epigrammi citati): la storia, la religione, le strutture di governo, il ruolo della moglie (tema classico della misoginia) e la stessa letteratura. Insomma, dai suoi epigrammi traspare un'immagine di desolazione totale, di disillusione completa, solo in parte letteraria e di maniera, che investe anche i valori e le ideologie in cui egli dovrebbe credere; il tutto trattato con la sua amara, cinica, irriverente ironia, e con una costante attenzione alle figure retoriche, specie alle figure retoriche di suono e agli equivoci che spesso gli consentono inimmaginabili liaison tragicomiche
Fa da pendant a questa amara ironia una vena gnomico-sentenziosa, ma orientata più in senso "esistenzialista" che in senso metafisico, come traspare dal suo più noto epigramma: «Ogni vita è una messa in scena ed un gioco. O impari a giocare abbandonando la sapienza, o sopportane le pene».